# Asteropella pax
Asteropella pax är en kräftdjursart som beskrevs av Louis S. Kornicker 1986. Asteropella pax ingår i släktet Asteropella och familjen Cylindroleberididae. Inga underarter finns listade.